# 木札爾特口岸
木札爾特口岸（ムザルト-こうがん、もくさつじとく-こうがん）は中華人民共和国新疆ウイグル自治区イリ・カザフ自治州昭蘇県とカザフスタンアルマトイ州パリンコルの間に位置する出入国検査場。
新疆生産建設兵団農四師より9km、グルジャ市より296キロメートルに位置している。1992年8月、中国・カザフスタン両国政府の同意により国境検査場の設置が決定し、1994年3月に第三国旅行者に対しても開放された。